# Patrick James Skinner
Patrick James Skinner CIM (* 9. März 1904 in St. John’s (Neufundland); † 20. September 1988) war ein kanadischer römisch-katholischer Geistlicher und Erzbischof von Saint John’s, Neufundland.

## Leben
Er wurde am 30. Mai 1929 zum Priester geweiht. Der Papst ernannte ihn am 24. Januar 1950 zum Titularbischof von Zenobias und zum Weihbischof in Saint John’s, Neufundland. Der Apostolische Delegat in Kanada, Ildebrando Antoniutti, spendete ihm am 17. März desselben Jahres die Bischofsweihe; Mitkonsekratoren waren John Michael O’Neill, Bischof von Grand Falls, und Patrick Albert Bray CIM, Bischof von Saint John, New Brunswick.
Pius XII. ernannte ihn am 23. Januar 1951 zum Erzbischof von Saint John’s und er wurde am 23. März 1951 in das Amt eingeführt. Er nahm an allen Sitzungen des Zweiten Vatikanischen Konzils teil. Am 28. März 1979 nahm Johannes Paul II. seinen altersbedingten Rücktritt an.